# Euphrasia gibbsiae
Euphrasia gibbsiae är en snyltrotsväxtart. Euphrasia gibbsiae ingår i släktet ögontröster, och familjen snyltrotsväxter.

## Underarter
Arten delas in i följande underarter:
- E. g. comberi
- E. g. discolor
- E. g. gibbsiae
- E. g. kingii
- E. g. microdonta
- E. g. psilanthera
- E. g. pulvinestris
- E. g. subglabrifolia
- E. g. wellingtonensis